# Nathalie Beaurin
Nathalie Beaurin est une kayakiste française de descente.

## Biographie
Nathalie Beaurin dispute les Championnats du monde de Bourg-Saint-Maurice en 1987 où elle est médaillée de bronze en K1 individuel ainsi que médaillée d'or en K1 par équipe avec Dominique Gardette et Aurore Bringard.